# Davis Daniel
Robert Davis Daniel (Atlanta, Georgia, 11 de junio de 1997), más conocido como Davis Daniel, es un jugador profesional estadounidense de béisbol que se desempeña en la posición de lanzador en Atlanta Braves, equipo de las Grandes Ligas de Béisbol (MLB).

## Carrera
Daniel hizo su debut en la MLB con el equipo Los Angeles Angels, en el cual jugó dos temporadas (2023-2024), después pasó a Atlanta Braves.